# Lake of the Rivers n.º 72
Lake of the Rivers n.º 72 es un municipio rural canadiense situado en la provincia de Saskatchewan.

## Superficie
Lake of the Rivers n.º 72 tiene una superficie de 665,26 km².

## Demografía
En 2021, tenía 252 habitantes, una densidad poblacional de 0,4 hab./km², y 107 viviendas.